# Pădureni (okręg Ardżesz)
Pădureni – wieś w Rumunii, w okręgu Ardżesz, w gminie Suseni. W 2011 roku liczyła 179 mieszkańców.